# Jean-Marie Gleize
Pour les articles homonymes, voir Gleize.
Jean-Marie Gleize, né le 2 avril 1946 à Paris, est un écrivain et poète français.

## Biographie
Ancien élève de École normale supérieure de Saint-Cloud, Jean-Marie Gleize est professeur de lettres à l'université d'Aix-en-Provence, puis à la section littéraire de l'École normale supérieure de Lyon, où il a dirigé le Centre d'études poétiques (1999-2009).
Proposant le concept de simplification lyrique en 1987, son travail de critique l'amène à penser, dans les années 1990, la nudité et la littéralité comme des concepts d'analyse poétique et artistique. Il les met en pratique dans son écriture littéraire à partir de Léman, en 1990, premier ouvrage d'un cycle encore en cours. Cherchant à faire une poésie réaliste tout en reconnaissant l'impossibilité d'un résultat purement objectif, son écriture, fragmentaire, s'attache à divers dispositifs incluant les notes, l'inclusion de textes hétérogènes, la citation intertextuelle allant jusqu'à l'appropriation, les références cinématographiques et la photographie.
Outre ses différentes publications, il assure la direction de la revue Nioques qu'il a créée en 1990 et dans laquelle sont tentées diverses expériences d'écriture réaliste, dans la continuité des avant-gardes historiques des années 1960-70.
Certains de ses textes ont été illustrés et édités en livres de bibliophilie.

## Œuvres
- Francis Ponge, Larousse, 1981
- Donnant lieu, Lettre de casse, 1982
- La Nuit des dons, Ecbolade, 1983
- Poésie et figuration, Seuil, coll. « Pierres vives », 1983
- Comme envers Dieu, Æncrages, 1984
- Puritas impuritatis, Ecbolade, 1984
- Instances, Collodion, 1985
- De chant, Ecbolade, 1985
- Game over, La Main Courante, 1986
- Simplification lyrique, Seghers, 1987
- Commencé par un mot, entre, La Sétérée, 1987
- Pièces : les mots et les choses, Belin, 1988
- Couleur bord de fleuve, La Sétérée, 1988
- Francis Ponge, Seuil, coll. « Les Contemporains », 1988
- Le temps n’existe pas, Æncrages, 1989
- Léman, Seuil, coll. « Fiction & Cie », 1990
- Circonstances, La Tuilerie tropicale, 1991
- A noir. Poésie et littéralité, Seuil, coll. « Fiction & Cie », 1992
- Rimbaud Comme, Hachette, 1993
- Tout doit disparaître, Collodion, 1993  (ISBN 2-906701-24-6)
- Ils sortent, La Main Courante, 1994
- Le Théâtre du poème : Vers Anne-Marie Albiach, Belin, 1995
- Le Principe de nudité intégrale, Seuil, coll. « Fiction & Cie », 1995
- La Poésie : textes critiques, XIVe – XXe siècle, réunis par J.-M. Gleize, Larousse, coll. « Textes essentiels », Paris, 1995  (ISBN 2-03-741020-4)
- La nudité gagne, Al Dante, 1996
- Naître encore, avec Franck Fontaine, Al Dante, 1997
- Altitude zéro, Java, 1998
- Les Chiens noirs de la prose, Seuil, coll. « Fiction & Cie », 1999
- Non, Al Dante, collection Niok, 2000
- Quelque chose contraint quelqu’un, Al Dante, 2000
- Néon, actes et légendes[2], Seuil, 2004
- D'où vient la lumière ?, avec Bernard Plossu et Patrick Sainton, Images en manœuvre, 2004
- Film à venir, Seuil, coll. « Fiction & Cie », 2007
- Tarnac, Éditions Contre-pied, 2009
- Sorties, Questions théoriques, coll. « Forbidden Beach », 2009
- Tarnac, un acte préparatoire, Seuil, coll. « Fiction & Cie », 2011
- « Opacité critique », dans Toi aussi tu as des armes - Poésie et politique, ouvrage collectif, Paris, La Fabrique éditions, 2012, 202 p.  (ISBN 978-2-35872-025-0)
- La Sainte-Victoire de loin en proche, avec Olivier Domerg (écrivain poète, éditeur), Sarah Kéryna (poète), Eric Bourret (photographe), Brigitte Palaggi (photographe), Patrick Sainton (plasticien) et Véronique Vassiliou, Éditions contre-Pied / Autres & Pareils, T.35-36, 2012  (ISBN 978-2-9162-5238-4)
- Le Livre des cabanes, Seuil, coll. « Fiction & Cie », 2015
- Writing the Real: A Bilingual Anthology of Contemporary French Poetry, Enitharmon Press, 2016
- Trouver ici : reliques & lisières, Seuil, coll. « Fiction & Cie », 2018  (ISBN 978-2-02-139154-1)
- Denis Roche : éloge de la véhémence, Seuil, coll. « Fiction & Cie », 2019  (ISBN 978-2-02-141345-8)
- CIBLES, éditions Pli, 2020,  (ISBN 978-2-9567305-2-1)
- Avec Linda Lê, Arno Bertina, Muriel Pic, Jean-Christophe Bailly, Des écrivains à la bibliothèque de la Sorbonne - 4, Éditions de la Sorbonne, 2022
- Dans le style de l'attente, Les presses du réel, coll. « Al Dante », 2022  (ISBN 978-2-37896-318-7)

### Textes illustrés
- Instances, avec Jean-Claude Le Gouic, Collodion, 1985
- Couleur bord de fleuve, 9 collages de Patrick Sainton, Crest, La Sétérée, 1988
- Film à venir, 7 sérigraphies de Jean-Louis Vila, Crest, La Sétérée, 1993
- Tout doit disparaître, avec 4 gravures d'Agathe Larpent, Collodion, 1993  (ISBN 2-906701-23-8)
- Nu dénudé, gravures et photographie d'Henri Maccheroni, Paris, Manière noire, 2000
- Ces Demeures, avec 5 dessins d'Agathe Larpent, ARTGO & Cie , 2015.

### Articles (sélection)
- « La poésie morte ou vive », Études françaises, vol. 27, no 1,‎ printemps 1991, p. 103-117 (lire en ligne)
- « Pourquoi ? », La Revue des revues, vol. 62, no 2,‎ 2019, p. 2-7 (lire en ligne)
- « Pour une écriture impliquée ou les projectiles », Lignes, vol. 66, no 3,‎ 2021, p. 89-98 (lire en ligne)

## Projet poétique

### La Littéralité
La question de la littéralité dans l'écriture de Jean-Marie Gleize est une question poïétique avant tout. Si de prime abord la littéralité désigne l'absence de métaphore, dénotation pure dans l'écriture poétique gleizienne elle pose avant tout la question de la chose poésie, c'est-à-dire de la poésie comme genre et comme identité. L'écriture littérale consiste en un exercice de défection des images, de la métaphore et du signe figural (la connotation)  : « laver la langue de la fatalité analogique, métaphorique ». La poésie n’adhère plus au lyrisme ni à la représentation. Elle devient le lieu d'une lutte interne et d'une résistance par l'écriture poétique de la figurabilité du langage. Gleize reprend cette définition de la littéralité pour en faire le principe moteur de sa théorie poétique. À cette signification, il y ajoutera la modernité critique de Rimbaud pour qui la poésie ne s’explique que « littéralement et dans tous les sens » ; une approche qui dévie de l’univocité sémantique apparente à la littéralité qui exige « l’immédiateté du sens propre ». Il écrit dans Littéralité :
On se souvient du mot de Rimbaud : « littéralement et dans tous les sens ». On a beaucoup glosé sur « tous les sens ». La polysémie est excitante. « Littéralement » ne renverrait qu’au « premier » sens, dit « littéral », en vieille économie sémantique, tandis que la « poésie », stricto sensu, ne commencerait qu’à partir du moment où se trouve libéré le pluriel des sens seconds, métaphorisés, connotés, « figurés ».
« Littéralement » signifie en ce sens : « insignifiance », « métissage critique » et « libération » des images qui désigne chez Jean-Marie Gleize le dérèglement des sens (Rimbaud) et la polyvalence sémantique maintenue dans son indécidabilité interprétative. On comprend alors que l'iconoclastie gleizienne ne s'articule qu'en faveur d'une révolution immanente par les voies poétiques.
Il s'agit donc de lutter contre l’univocité référentielle qu'implique le « poids des images». Dans la mesure où la poésie est toujours-déjà figurée, transitive, c'est-à-dire motivée par un référent, une représentation, elle renvoie toujours à quelque chose. Le paradoxe de la poésie littérale consiste à dépasser cette transitivité et cultiver l'aporie poétique. Autrement dit, c'est depuis les figures que la littéralité s'exerce. De fait, la question littérale envisage un devenir-autre de l'écriture poétique. Une écriture de la moisson du lyrisme (« les lauriers sont coupés») qui est aussi une moisson de la métaphore. C'est par cet assèchement des images et des figures que la poésie peut se dissoudre, se soulever contre elle-même et finalement « sortir » de son concept:
La poésie n’est pas autre chose, dans son histoire moderne (une fois effondré le consensus formel garantissant sa reconnaissance), que mise en questions, redéfinition, ou annulation de la poésie par la poésie, ou (tentative de) débouché sur « autre chose », un autre site qui n’a pas encore de nom.

## Expositions
- « D'où vient la lumière », Jean-Marie Gleize, Bernard Plossu, Patrick Sainton ; Arles, musée Réattu, 31 mars-23 juin 2004